# Gemma Donati (actrice)
Pour l’article homonyme, voir Gemma Donati.
Gemma Donati, née le 4 mars 1985, est une actrice italienne de doublage.

## Biographie
Elle est connue pour être la voix du personnage Musa dans la série animée Winx Club.